# Scuola nazionale di cinema, televisione e teatro Leon Schiller di Łódź
La Scuola nazionale di cinema, televisione e teatro Leon Schiller di Łódź (in polacco Państwowa Wyższa Szkoła Filmowa, Telewizyjna i Teatralna im. Leona Schillera w Łodzi), a volte citata semplicemente come  Scuola di cinema di Łódź è un istituto di formazione superiore polacco. È il maggiore centro accademico polacco per futuri attori, registi, fotografi, cineoperatori e addetti ai servizi televisivi. Fu fondata l'8 marzo 1948 a Łódź ed inizialmente era destinata a essere trasferita a Varsavia una volta che la ricostruzione della capitale fosse stata completata. Ciononostante la scuola rimase a Łódź.
Vi hanno studiato i più celebri registi polacchi come Andrzej Wajda, Roman Polański, Krzysztof Kieślowski, Krzysztof Zanussi, nonché direttori della fotografia come Zbigniew Rybczyński e Paweł Edelman. Alla fine del 2016, tra i laureati alla Scuola si contavano tre premi Oscar (più 19 nomination), 10 Palme d'oro, 7 Orsi d'oro, 8 premi Cesar, 10 Bafta. 

## Storia
Gli artisti e i teorici dell'arte a Łódź, dopo la seconda guerra mondiale decisero nel 1948 di fondare una scuola di cinema per preparare i futuri registi. I primi professori furono Jerzy Bossak, Jerzy Toeplitz, Wanda Jakubowska, Stanisław Wohl e Antoni Bohdziewicz. Tra i primi studenti di regia vi erano Andrzej Munk, Andrzej Wajda, Roman Polanski, Janusz Morgenstern, Kazimierz Kutz e Kazimierz Karabasz e gli aspiranti direttori della fotografia Jerzy Wojcik, Witold Sobociński, Mieczysław Jahoda e Wiesław Zdort. Nello stesso periodo fu aperta a Łódź anche una scuola di recitazione, gestita da Kazimierz Dejmek. Tra i suoi primi laureati vi furono Jadwiga Barańska e Jan Machulski. 
Con il disgelo politico del 1956 e i nuovi programmi didattici, la sala di proiezione nel palazzo del Rettorato divenne un luogo di culto: grazie ai contatti personali dei professori, vennero proiettati nella sala film americani e dell'Europa occidentale non disponibili nella distribuzione ufficiale. La scuola di cinema divenne il centro dell'attività cinematografica polacca e studiare a Łódź era il sogno dei futuri artisti. La scuola era famosa per il suo stile di vita liberale e aperto e per un clima di fermento intellettuale e disinvoltura verso le convenzioni dell'arte e dei modi di vivere. La moda del jazz portò alla formazione di una band in cui i direttori della fotografia Witold Sobociński e Jerzy Matuszkiewicz erano i leader. Roman Polanski vinse un premio al festival del cinema dell'Expo 1958 per il film Due uomini e un armadio. Le scale che conducevano alla sala di proiezione della scuola, che sarebbero diventate famosissime nel corso degli anni, furono luogo di incontri e di discussione e di scherzi goliardici.
Nel 1958 la Scuola di cinema e quella di recitazione furono unite. Nel 1960 tra gli studenti del dipartimento di regia vi erano Jerzy Skolimowski, Krzysztof Zanussi, Edward Zebrowski, Krzysztof Kieślowski, Marek Piwowski, Witold Leszczyński, Grzegorz Królikiewicz, Wojciech Marczewski e Marcel Łoziński. Nel dipartimento di direzione della fotografia vi erano Adam Holender, Sławomir Idziak, Andrzej Jaroszewicz e Edward Kłosiński. Questa nuova generazione di artisti creò una tendenza nota come "Cinema di ansia morale". In contrasto con la precedente Scuola cinematografica polacca, si concentrava sulla contemporaneità e approfondiva i ritratti psicologici dei protagonisti. Polanski, Skolimowski e Holender scelsero l'emigrazione e la carriera in Occidente. Il dipartimento di recitazione ebbe tra i suoi laureati Janusz Gajos, Zygmund Malanowicz e Barbara Brylska.
Il 1968 segnò un periodo difficile: a causa di persecuzioni politiche Jerzy Toeplitz lasciò la carica di rettore della scuola, seguito da molti insegnanti. Negli anni '70, Wojciech Jerzy divenne professore e successivamente rettore e la sua autorità artistica mise al sicuro il senso di indipendenza della scuola. La scuola formò una nuova generazione di studenti, tra cui Ryszard Bugajski, Piotr Szulkin, Juliusz Machulski, Zbigniew Rybczyński e Mariusz Benoit. La scuola iniziò a partecipare a importanti festival in tutto il mondo. I film degli studenti furono apprezzati dalle giurie dei festival di Cannes, Monaco di Baviera, New York, Oberhausen, Mannheim e Poitiers.
Negli anni settanta e ottanta tra gli studenti vi furono Piotr Sobociński, Dorota Kędzierzawska, Władysław Pasikowski, Adam Sikora, Mariusz Grzegorzek e Paweł Edelman.
Il cambiamento politico del 1989 ha permesso alla scuola di cinema di spiegare le sue ali: il campus della scuola ha iniziato ad espandersi e una grande quantità di attrezzature per film è stata acquistata. I nuovi tempi e i nuovi media hanno anche comportato cambiamenti per la preparazione degli attori, chiamati a lavorare in teatro, cinema e televisione. In quegli anni, gli studenti che hanno terminato gli studi di recitazione alla Scuola includono Zbigniew Zamachowski, Edyta Olszowka e Gabriela Muskała. Accanto ai dipartimenti di regia cinematografica, direzione della fotografia, recitazione e gestione della produzione cinematografica nuove facoltà furono istituite: montaggio, sceneggiatura, fotografia, animazione
e effetti speciali. Tra i laureati degli ultimi 2 decenni vi sono: Wojciech Smarzowski, Artur Reinhart, Arkadiusz Tomiak, Małgorzata Szumowska,  Anna Kazejak-Dawid, Jan Komasa e Borys Lankosz.

## Organizzazione
La Scuola è organizzata in quattro dipartimenti di base:
- Dipartimento di regia cinematografica e televisiva (specializzazioni: regia, montaggio, sceneggiatura)
- Dipartimento di Direzione della Fotografia e Produzione televisiva (specializzazioni: direzione della fotografia, animazione ed effetti speciali, fotografia, produzione televisiva)
- Dipartimento di recitazione (recitazione)
- Dipartimento della produzione artistica cinematografica (produzione cinematografica e televisiva).

I dipartimenti sono stati introdotti dalle risoluzioni del Senato della Scuola. Per ogni dipartimento vi è un preside.